# Upitni jezik
Upitni jezik (eng. query language) ili podatkovni upitni jezik (eng. data query languages, DQLs) je računalni jezik napravljen za praviti upite u podatkovnim bazama i informacijskim sustavima. 
Primjeri upitnih jezika su SQL i XQuery.